# Mind your own business
Mind your own business, auf Deutsch etwa: „Kümmere dich um deine eigenen Angelegenheiten“, ist eine populäre englischsprachige Redewendung.
In seinem Science-Fiction-Roman von 1962, „The Great Explosion“, kürzte Eric Frank Russell „Mind Your Own Business“ zu „MYOB“ oder „Myob!“ ab. In dem Roman wurde das Wort von den anarchischen Gands (abgeleitet von Gandhi) auf dem Planeten K22g als Ausdruck zivilen Ungehorsams benutzt. Schon 1951 veröffentlichte Russell teile des Romans in seiner Kurzgeschichte And then there where none, die u. a. unter dem Titel „Planet des Ungehorsams“ deutschsprachig erschienen ist. Darin wird „Meiob“ als Ausruf verwendet, was auf „Meine Obligation/Verantwortung“ zurückgeführt wird. Es ist möglich, dass Russell der Erfinder dieses Akronyms ist. „Myob!“ ist heute eine in den Vereinigten Staaten häufig angewandte Redensart und eine Abkürzung im Netzjargon.
„Mind Your Own Business“ ist der Titel eines Songs von Hank Williams, der 1949 Platz 5 der US-Country-Musik-Charts erreichte. Später wurde er von Loretta Lynn gecovert.
M.Y.O.B. ist auch der Titel einer Fernsehserie von National Broadcasting Company mit Lauren Graham von 2000 und ein Album der US-amerikanischen Sängerin Debbie Gibson von 2001.